# Bernhard Barta

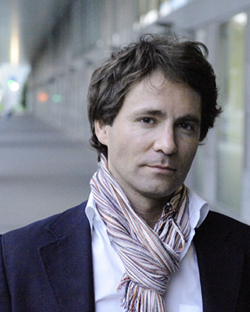
Bernhard Barta

Bernhard Barta (* 1974 in Linz) ist ein österreichischer Krimi- und Sachbuch-Autor.

## Leben
Bernhard Barta studierte Kunstgeschichte und Kunstpädagogik und promovierte an der Universität Salzburg. Seine journalistische Karriere begann er 1999 als Kunstkritiker bei den Oberösterreichischen Nachrichten. Bis 2003 verdiente er sein Geld in der Werbung, unter anderem am Kunsthaus Wien und am Lentos Kunstmuseum Linz. Barta lehrte an der Akademie für Mediendesign und Werbung und kuratierte Kunstausstellungen, ehe er sich entschloss Bücher zu schreiben. Seine historischen Reiseführer, Biographien und Erzählungen aus Adel und Gesellschaft wurden teils in mehrere Sprachen übersetzt.
„Sissis Tod“, im Salzkammergut spielender Kriminalroman rund um den Polizisten Gustl Brandner, belegte seit August 2013 monatelang den ersten Platz im Ranking des österreichischen Buchhandels (Taschenbuch-Krimi/Thriller/Science Fiction) und Spitzenränge in allen Bestseller-Listen.
Barta ist Mitglied des Presseclubs Concordia. Er lebt in Wien und im Salzkammergut.

## Werke
- Das Malschiff. Österreichische Künstlerkreise der Zwischenkriegszeit, Edition Schütz, Wien 2007, ISBN 978-3-9501052-3-0
- Künstler & Kaiser im Salzkammergut. Anekdotisches zur Sommerfrische. Mit Beiträgen von Lothar Schultes und Erzherzog Johann. Christian Brandstätter Verlag, Wien 2008, ISBN 978-3-85033-165-4
- Linz. Panorama der Kulturhauptstadt. Christian Brandstätter Verlag, Wien 2009, ISBN 978-3-85033-281-1
- Da kann man gut lustig sein. Neue Geschichten von Künstlern und Kaisern. Amalthea Verlag, Wien 2010, ISBN 978-3-85002-717-5[2]
- Linz. MERIAN live!. Travel House Media, München 2011, ISBN 978-3-8342-1033-3
- Sissis Tod. Ein Salzkammergut-Krimi. Haymon Verlag, 2013, ISBN 978-3-85218-954-3
- Sissis Gold. Ein Salzkammergut-Krimi. Haymon Verlag, 2014, ISBN 978-3-85218-968-0
- Sissis Gift. Ein Salzkammergut-Krimi. Haymon Verlag, 2015, ISBN 978-3-7099-7831-3
- (als Herausgeber, mit Ervin Dubrović u. a.): Littrow. Impressionistin des Südens. Verlag Bibliothek der Provinz, 2017, ISBN 978-3-99028-717-0
- Sissis Kopf. Ein Salzkammergut-Krimi, Haymon Verlag, Innsbruck 2019, ISBN 978-3-7099-7917-4
  - Hörbuch gelesen von Günther Lainer[3]